# 原一希
原 一希（はら かずき、1978年9月6日 - ）は、福岡県出身の元プロバスケットボール選手である。ポジションはフォワード。背番号15。194cm、89kg。

## 来歴
宗像高から鹿屋体育大学に進学。
卒業後の2001年、日立電線に進む。
2005年、この年よりスタートするbjリーグに参加する埼玉ブロンコスよりドラフト3巡目（全体12位）指名を受け入団。
初年度はチームは最下位に沈むもコンスタントに出場を重ね、2006-07シーズンも全試合に出場した。
2008年にプロ引退。同年7月より地元・福岡県内の中学校で保健体育の講師を務めている。競技の第一線を退いた後も、地元のクラブチームなどでトレーニングを続けており、国体（成年男子の部）の福岡県代表に2年連続（2008年-2009年）で選出されている。